# Шевцова Олена Іванівна
Олена Іва́нівна Шевцо́ва ( 1982, Житомир) —  волонтер, голова ГО «Всеукраїнський Міст Єдності», радник Командування Сухопутних військ ЗСУ.

## Життєпис
Закінчила Національний педагогічний університет імені М. П. Драгоманова за спеціальністю «правознавство», а 2019 року — Національну академію внутрішніх справ за спеціальністю «публічне управління і адміністрування». Аспірантка Національної академії державного управління при Президентові України (кафедра глобалістики, євроінтеграції, управління національною безпекою). Аспірантка Київського національного університету імені Тараса Шевченко (Кафедра глобальної та національної безпеки). Працювала в кількох підприємствах керівником юридичного відділу та на керівних посадах, була заступником голови секретаріату Київської міської організації Соціально-християнської партії. Керівник і кінцевий бенефіціар фінансової компанії «Європейська платіжна система», власник платіжної системи PayPong. Безпартійна. На місцевих виборах 2015 року балотувалася в депутати Київради.
Заради участі в подіях Євромайдану відклала операцію з трансплантації нирки, на яку вже було зібрано кошти, потім почалася війна. З самого початку бойових дій на сході допомагає військовим Збройних сил України, Національної гвардії, підрозділам повітряних сил та армійської авіації, добровольчим батальйонам. Її допомогу отримували, зокрема, 54-й розвідбат, добровольчі батальйони «Січ», «Київ-2», «Донбас», «Айдар», ДУК «Правий сектор», батальйон УНСО, 1-ша, 14-та, 28-ма, 30-та, 51-ша, 53-тя, 54-та, 57-ма, 58-ма, 59-та, 72-га, 79-та, 81-ша, 92-га, 93-тя бригади, 3-й і 8-й полки та 73-й центр ССО, а також дитячі будинки на сході України.
Станом на 2016 рік основним напрямом її допомоги військовим були автомобілі, ремонт військової техніки, джерела енергії та оптика.
З 2017 року почала професійно працювати з військами над вирішенням проблемних питань у військах спочатку у якості радника Міністра оборони а з 2018 року - як радник Командування Сухопутних військ. З початку повномасштабного вторгнення працювала спочатку на Київщині, а з літа 2022-го - працює в оперативно-стратегічному угрупованні “Хортиця” на Сході: Донецька, Луганська, Харківська області. Основний напрямок - робота з підрозділами: від солдата і до командира бригади. В тому числі - вирішення питань забезпечення підрозділів всім необхідним: засобами аеророзвідки, транспортом, оптикою тощо. Разом з військовослужбовцями підрозділів 33 ОШБ та АЗОВ займається реформуванням системи підготовки, реалізовуючи експеримент, який має на меті покращити існуючу систему. З 1 січня по 1 червня 2025 року - радник зі стратегічних комунікацій Командування обʼєднаних Сил, Радник командувача Сил безпілотних систем. З 1 травня 2025 року по тепер  - радник заступника керівника Офісу Президента Павла Паліси, поза штатом. Про роботу на Східному  фронті, наступальні дії ЗСУ, проблемні питання та шляхи їх вирішення - в інтерв’ю Informant
Входила до Ради волонтерів при Міністерстві оборони України, Громадської Ради при Міністерстві внутрішніх справ та Громадської ради при Міністерстві охорони здоров'я України. Крім того, займається захистом прав пацієнтів, хворих на хронічну ниркову недостатність і бере участь у робочій групі по доопрацюванню закону про трансплантацію.

## Відзнаки
- 26 березня 2016 року отримала недержавну відзнаку — орден «Народний Герой України»;
- 19 липня 2016 року нагороджена медаллю «За жертовність і любов до України» Української православної церкви Київського патріархату;7 травня 2016 року Укрпошта провела урочисте спецпогашення спеціальним поштовим штемпелем на конвертах з маркою, на якій зображено портрети кавалерів ордену «Народний Герой України», зокрема Олени Шевцової

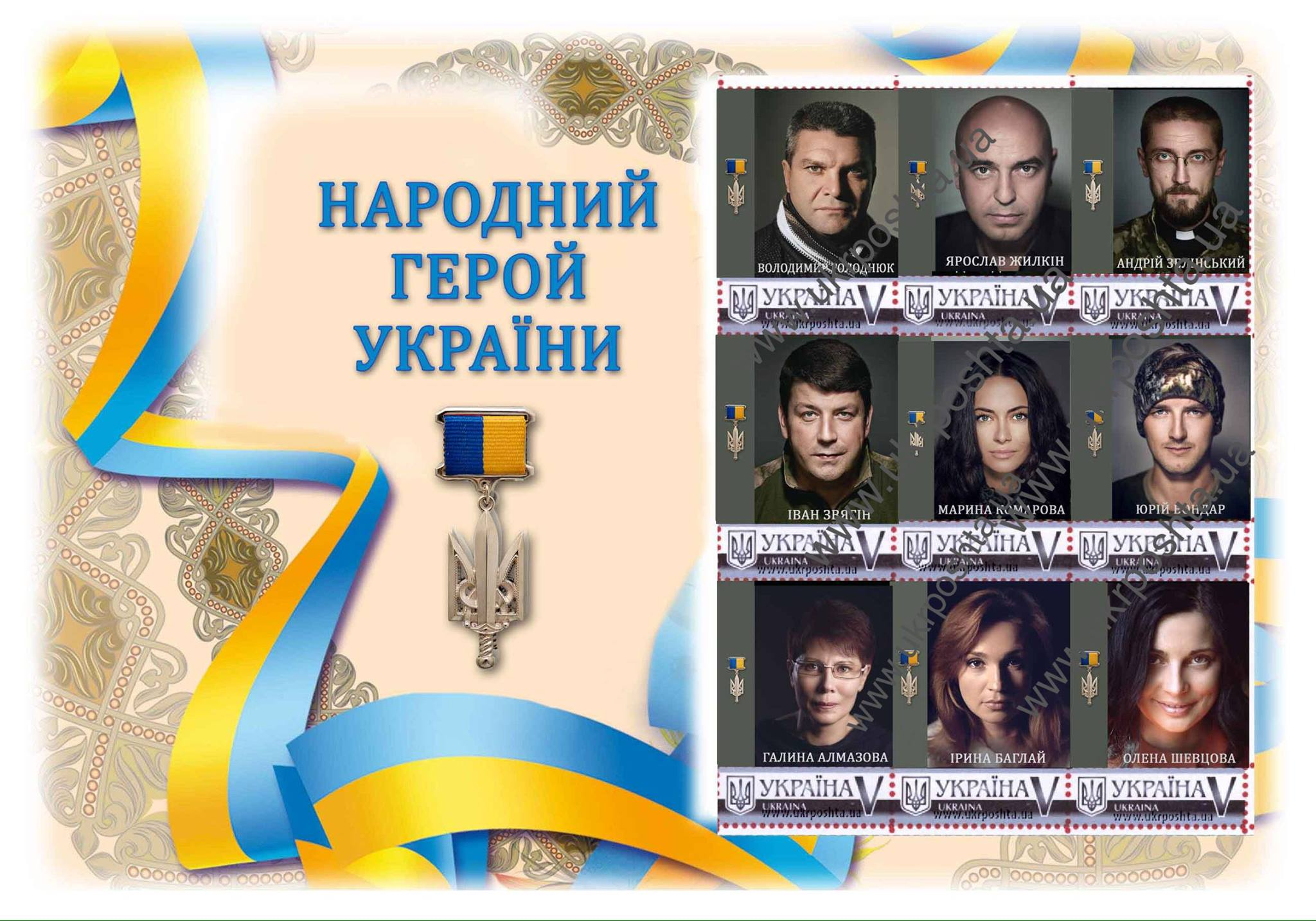
7 травня 2016 року Укрпошта провела урочисте спецпогашення спеціальним поштовим штемпелем на конвертах з маркою, на якій зображено портрети кавалерів ордену «Народний Герой України», зокрема Олени Шевцової

- 30 листопада 2016 року нагороджена відзнакою МО України — медаллю «За сприяння Збройним Силам України»;
- 05 грудня 2016 року нагороджена медаллю «За гідність та патріотизм»;
- 31 серпня 2017 року Міністром оборони нагороджена відзнакою Президента України «За гуманітарну участь в антитерористичний операції»;
- Нагороджена державною нагородою — орден княгині Ольги 3-го ступеня.
- «Відзнака Ради національної безпеки і оборони України 1 ступеня»
- В 2023 році Олена Шевцова увійшла у "ТОП-50 Найвпливовіших жінок ФІНТЕХУ 2023", як співвласниця платіжної системи PayPong[2]
- 26 липня 2024 року нагороджена відзнакою Головнокомандувача ЗСУ «За сприяння війську»;

## Галерея

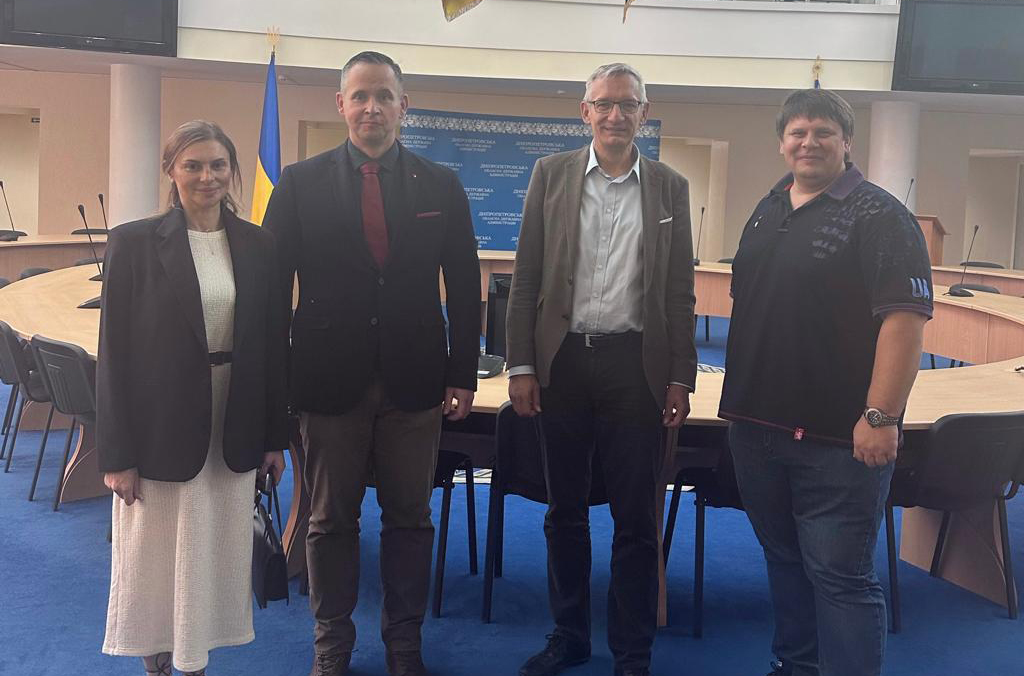

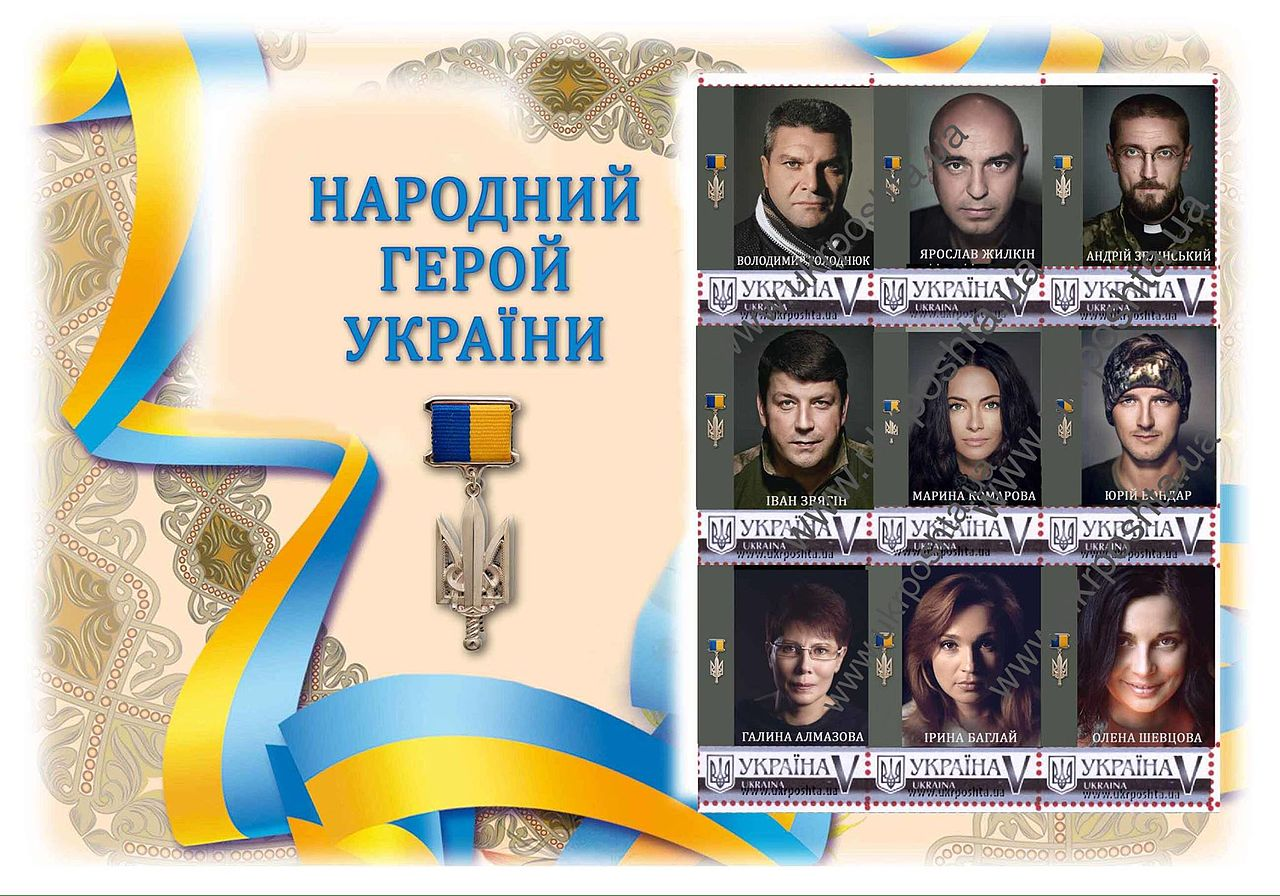

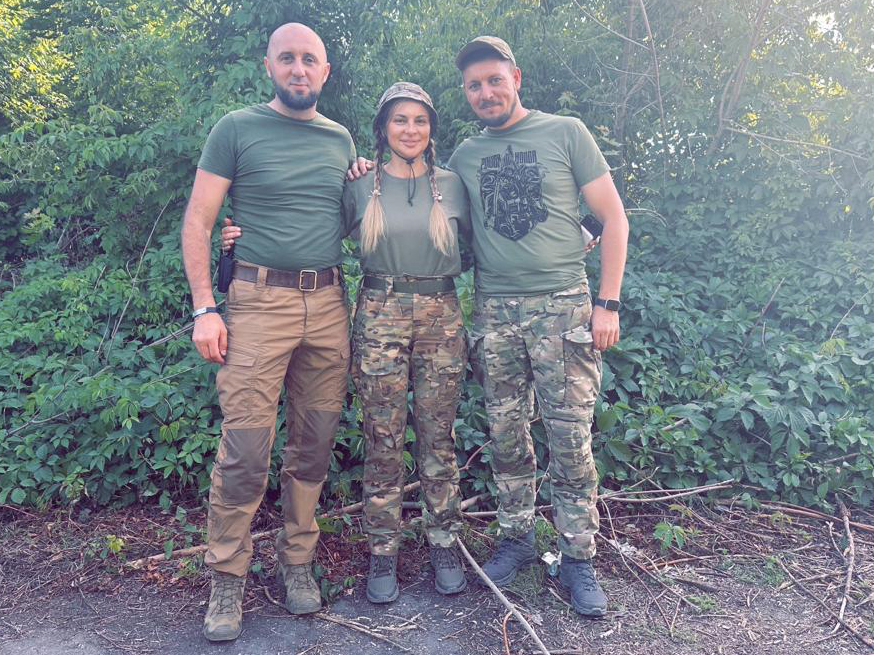
З командиром 28 та 24 бригади. Донеччина

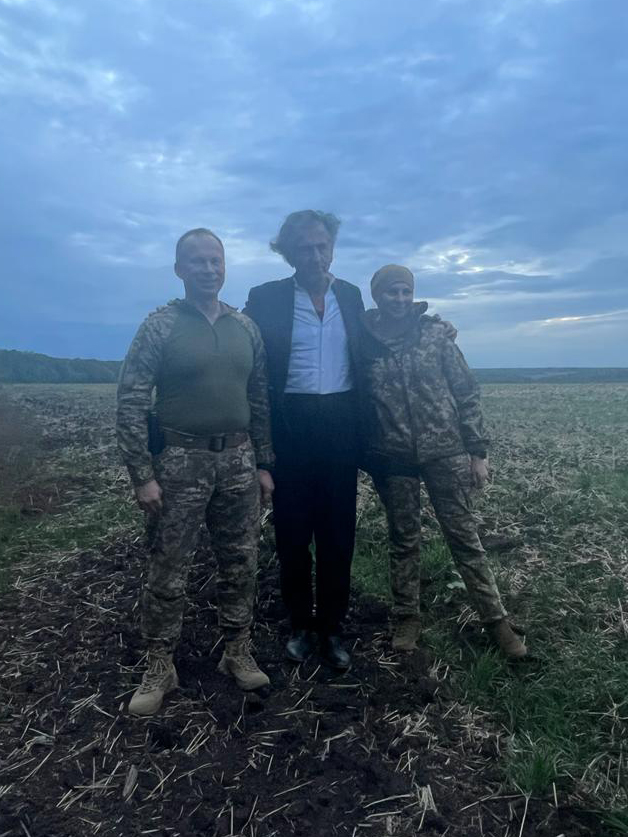
Леви, Бернар-Анри

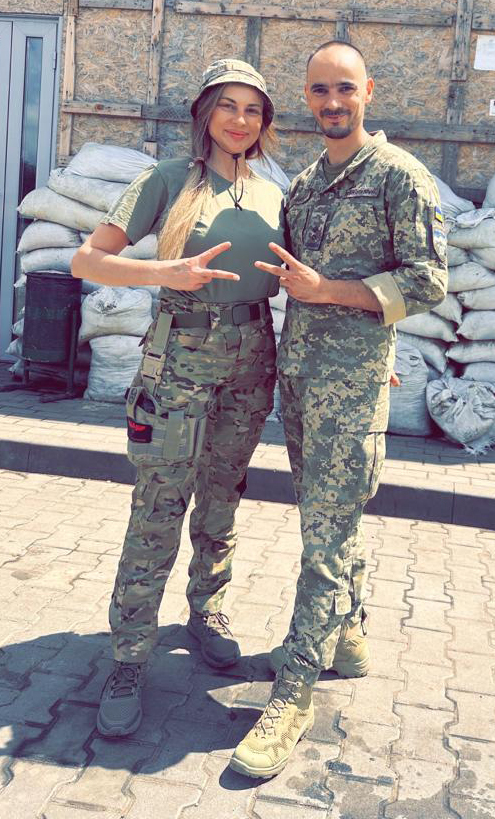
З командиром 10 бригади. Донеччина

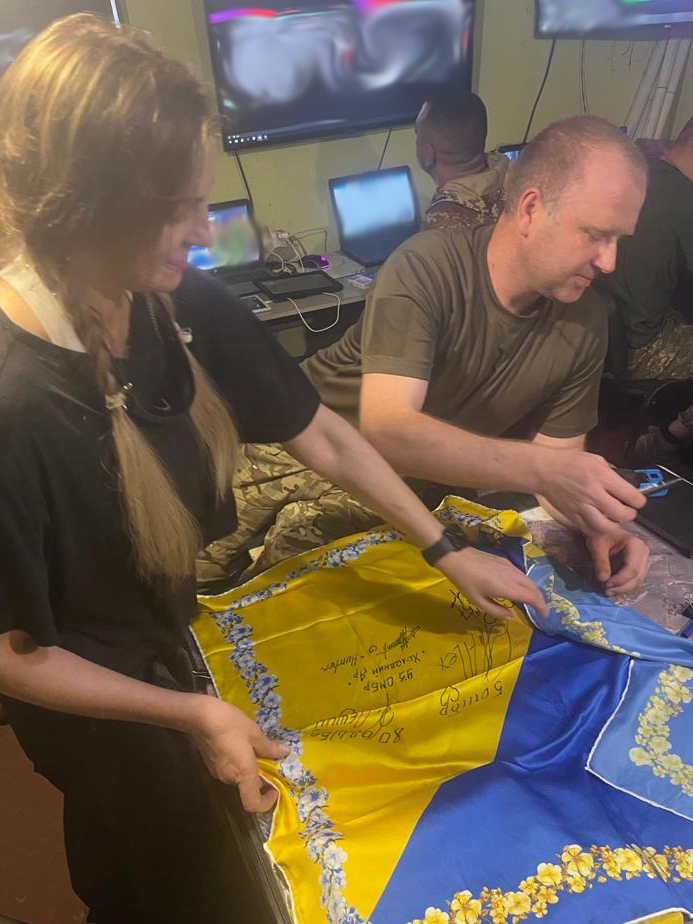
З командиром 57 бригади

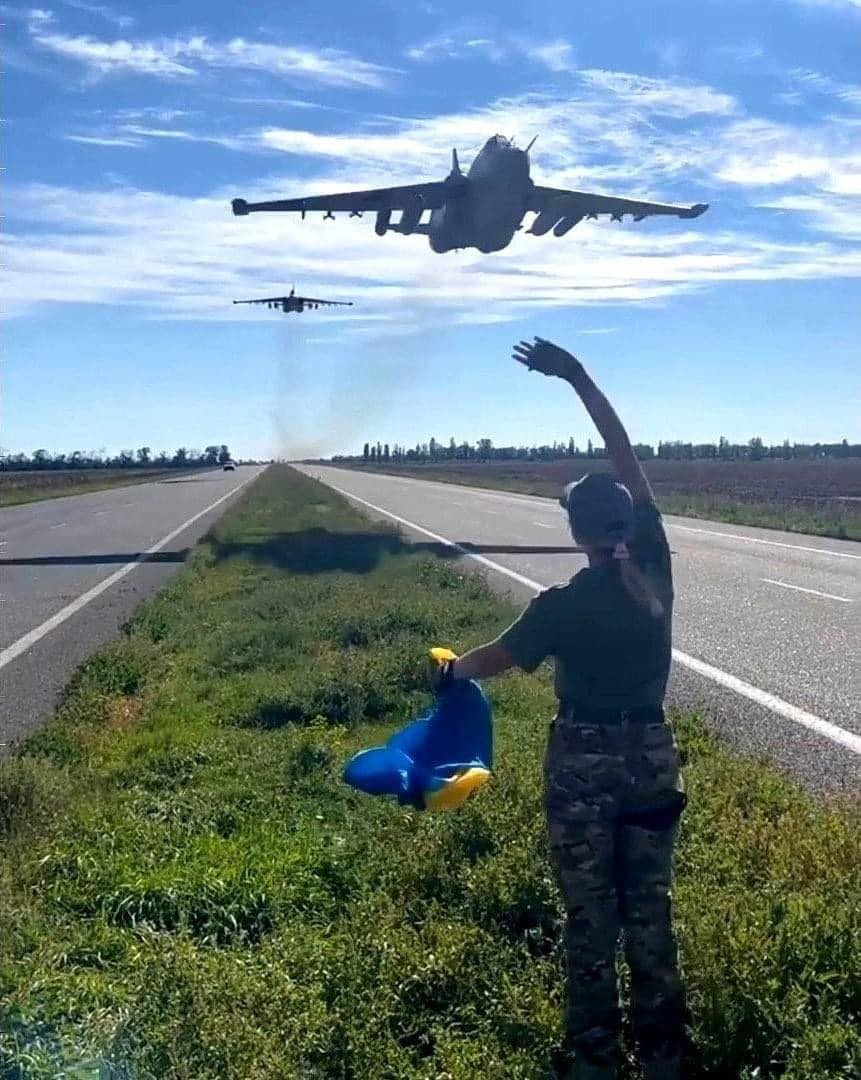

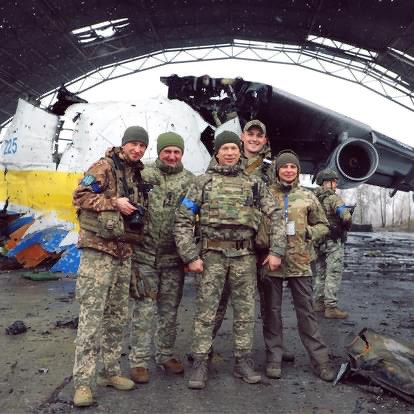

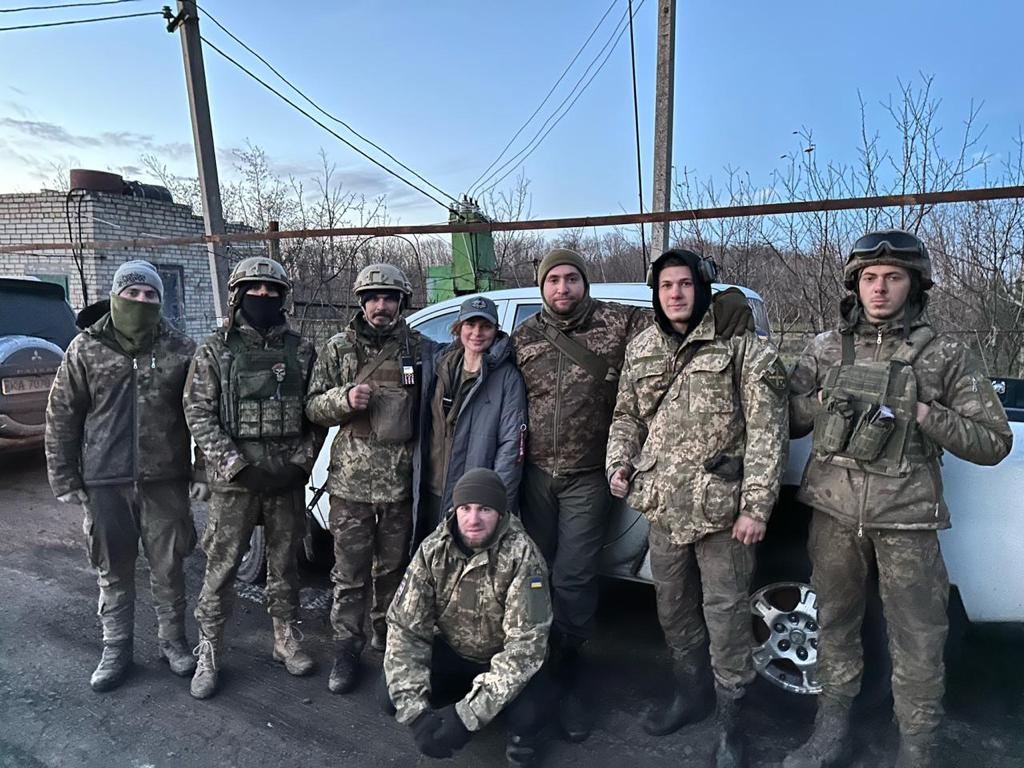

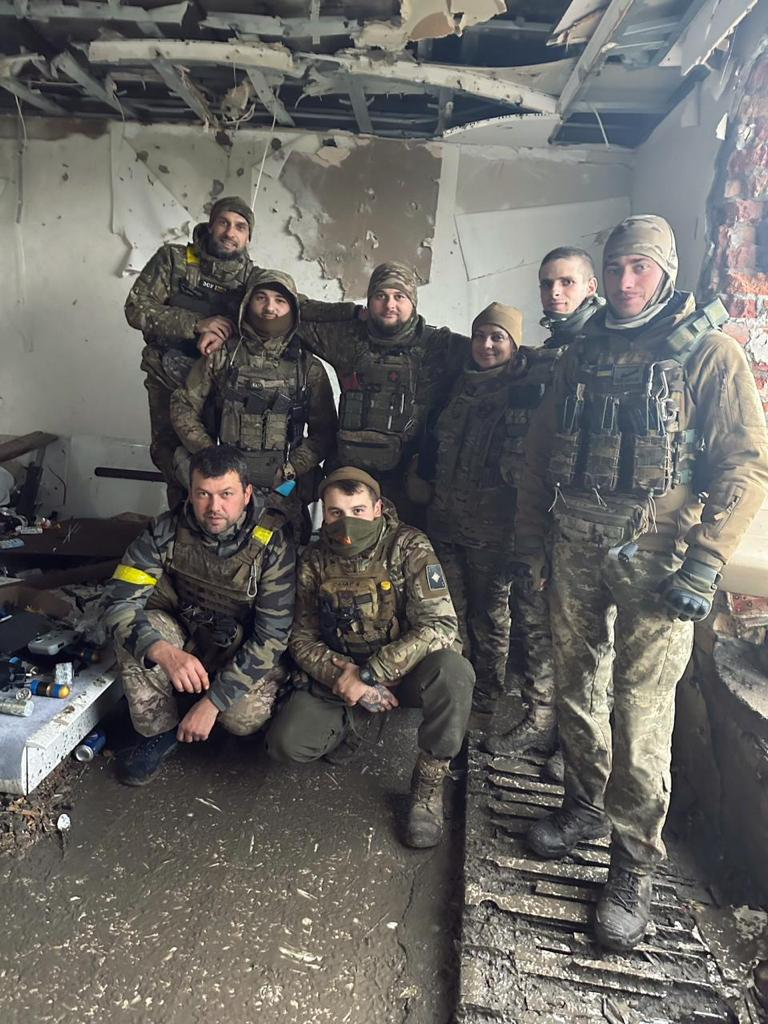

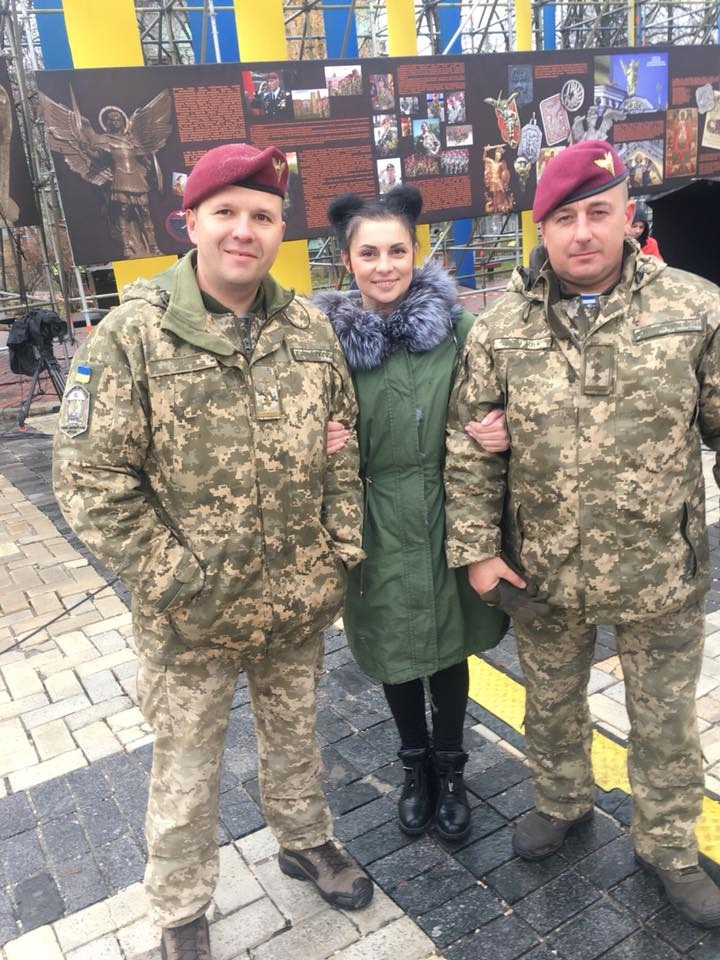

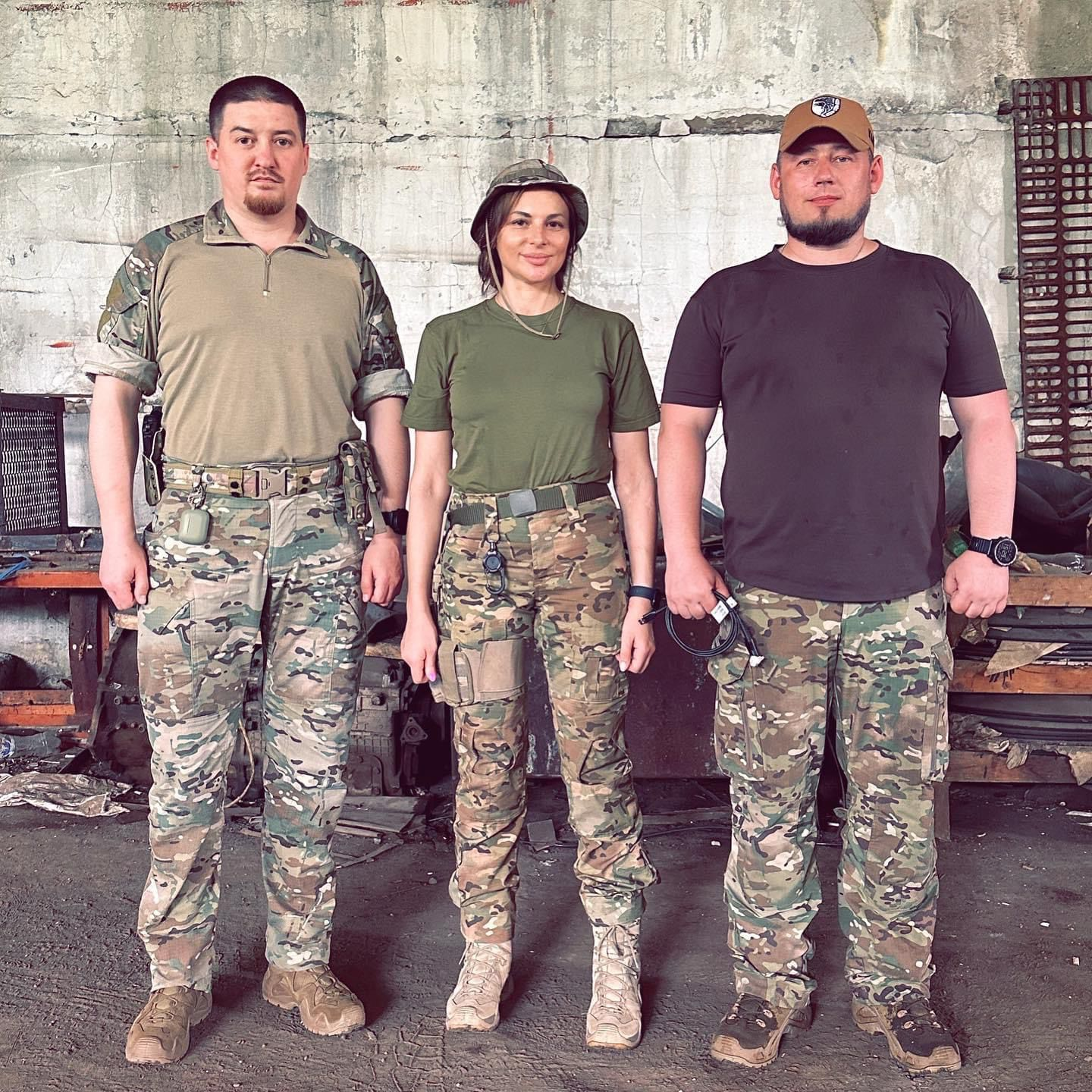

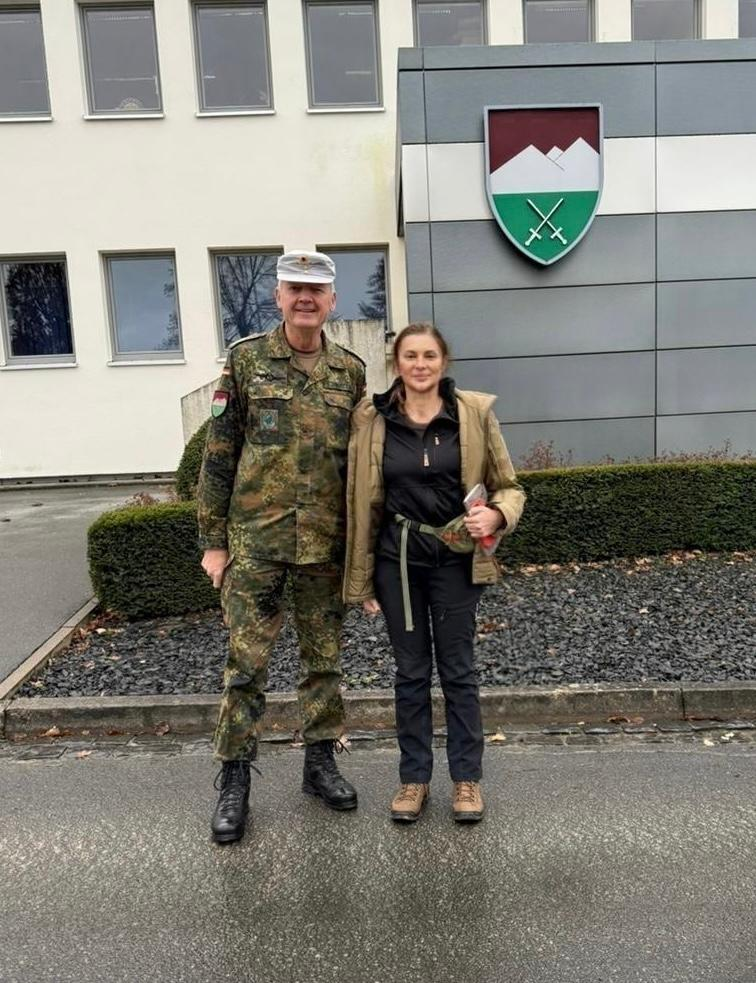
З бригадним генералом Міхаелем Матсом під час роботи делегації у Німеччині.

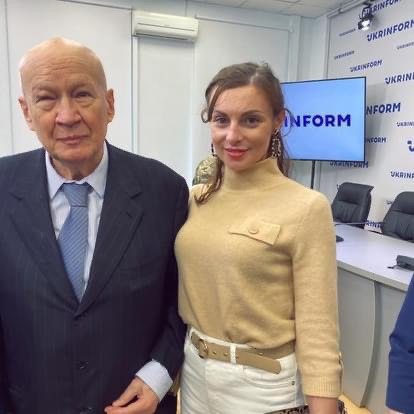

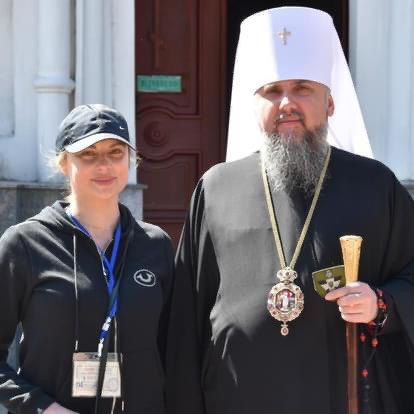

## У соціальних мережах
Telegram  https://t.me/ShevaZSU
Facebook https://www.facebook.com/alena.sevcova
Instagram https://www.instagram.com/sheva_armed_forces/
X https://twitter.com/olena_shevtsova